# Beaumys Castle
Beaumys Castle, auch Beams Castle, ist die Ruine eines befestigten Herrenhauses in der Pfarre Swallowfield in der englischen Grafschaft Berkshire.

## Geschichte
Die Grundherrschaft Beaumys wurde 1335 Sir Nicholas de la Beche zu Lehen gegeben. De la Beche erhielt 1338 eine königliche Erlaubnis zum Bau eines befestigten Hauses (engl.: „Licence to crenellate“) und ließ ein befestigtes Herrenhaus errichten. Diese Burg hatte einen rechteckigen Grundriss und wurde durch Erdwerke in einem Karree von 130 Meter × 110 Meter geschützt, die von einem wassergefüllten Burggraben umgeben waren. Die Burg war über einen Eingang im Nordwesten zu erreichen.
De la Beche starb und hinterließ die Grundherrschaft seiner Witwe Margery, die wieder heiratete, und zwar einen Thomas Arderne. Nach Ardernes Tod 1347 überfielen John de Dalton und eine kleine Gruppe seiner Gefolgsleute die Burg, töteten den wichtigen Adligen Michael de Poynings, bedrohten Lionel, den Sohn Königs Eduards III., der dort zu Besuch war, und schnappten sich Margery, die als reiche Witwe John de Dalton heiraten musste.
Die umgebende Grundherrschaft wurde 1420 aufgelöst. Die heute noch erhaltenen Erdwerke gelten als Scheduled Monument.